# Quintus van Smyrna

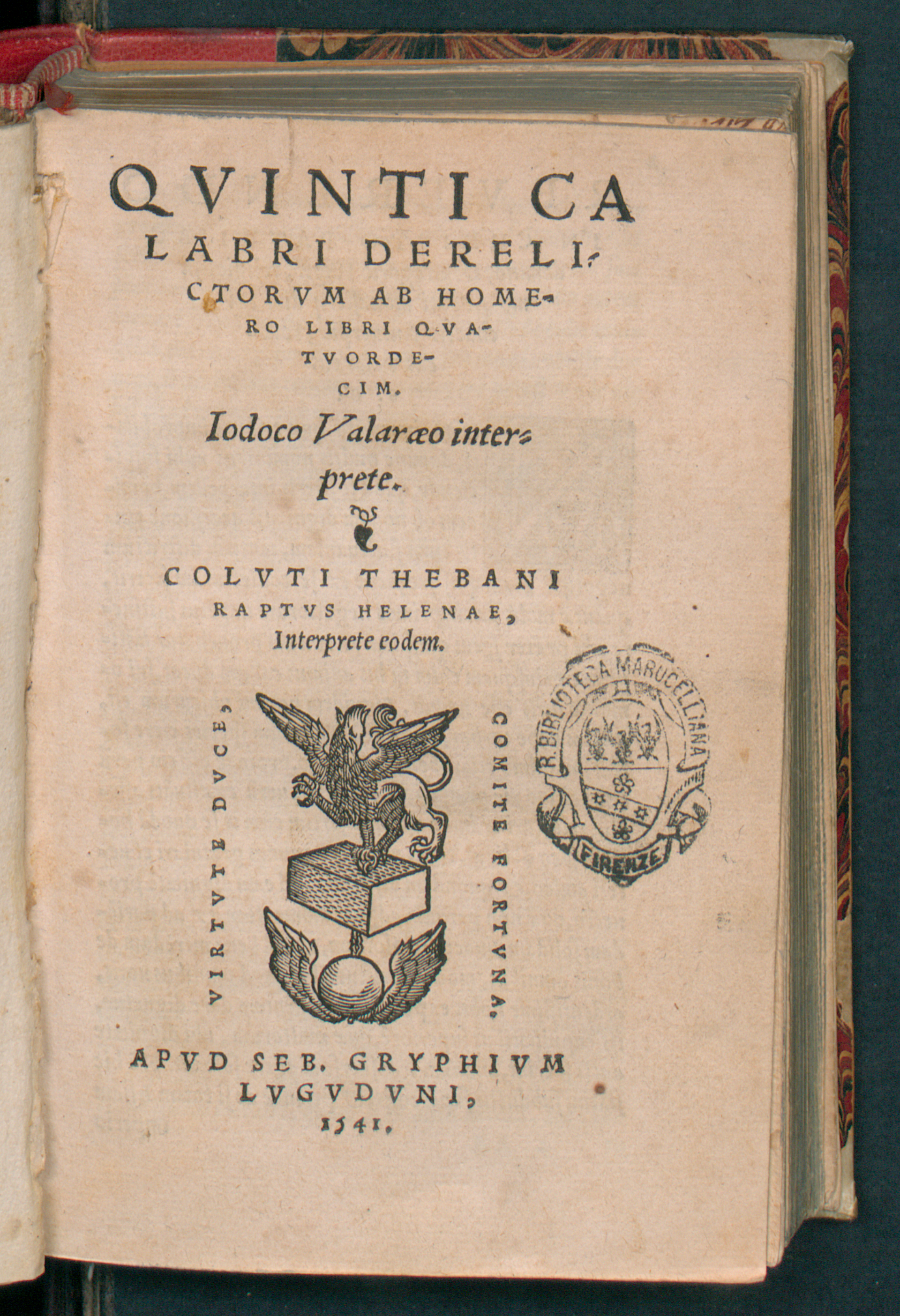
Posthomerica, 1541

Quintus van Smyrna of Quintus Smyrnaeus (Oudgrieks:  Κόϊντος Σμυρναῖος) was een verder onbekend episch dichter uit waarschijnlijk de 4e eeuw na Chr. Hij schreef een epos in 14 boeken met de titel 'Vervolg op Homerus' (Gr. Τὰ μεθ' Ὅμηρον; Lat. Posthomerica), dat de bedoeling heeft een vervolg te zijn op Homerus' Ilias. Het werk verhaalt een groot deel van de gebeurtenissen uit de Trojaanse sagencyclus die lagen tussen het einde van de Ilias en het begin van de Odyssee en behandelt dus vooral de val van Troje. 
Zijn werk is dan ook ongetwijfeld geïnspireerd door de epen van Homerus. Hij bootst zelfs zijn taal na, hoewel hij zijn epos eeuwen erna schrijft. Ook haalt Quintus inspiratie uit de zogenoemde cyclische epen. Zijn grootste voorbeelden hier zijn de kleine Ilias van Lesches van Pyrrha en de Aethiopis van Arctinus van Milete. De Aeneis van de Romein Vergilius is waarschijnlijk ook een groot voorbeeld geweest. Daarnaast zouden ook de klassieke tragedies hem geïnspireerd hebben en zijn er onderzoekers die vlagen van de tweede sofistiek in zijn werk zien.
Quintus' epos is zeker geen hoogtepunt in het genre: Quintus' verzen zijn saai, langdradig en soms griezelig, zonder inspiratie. De structuur is gebrekkig. Een voorbeeld van deze gebrekkige structuur is dat het geheel uit 14 zangen bestaat, wat erg abnormaal is voor het genre, waar men normaal 12/24/48 zangen dichtte. Waar Quintus wel iets van kon waren de zogenaamde  Homerische vergelijkingen. Ondanks de soms langdradige inhoud wist hij hiermee toch zijn werk kleur te geven.

## Posthomerica
De eerste vier zangen tonen een grote invloed van Arctinus' werk op hem. Hierin beschrijft Quintus onder andere de dood van de Amazone Penthesileia, de dood van Memnon, en de lijkspelen voor Achilles.
De zangen 5-12 tonen grote gelijkenissen met de kleine Ilias van Lesches. Hierin verhaalt Quintus over de strijd tussen Aias en Odysseus over de wapens van Achilles, die Aias verliest waarna hij zelfmoord pleegt. Ook vertelt hij hier over Neoptolemus, de zoon van Achilles en de dood van Paris en Oinone, Paris' eerste vrouw.
De laatste twee zangen vertellen over de val van Troje, het offer van Polyxena bij het graf van Achilles en dan uiteindelijk het door storm getergde vertrek van de Grieken.